# TV 사이타마
TV 사이타마(テレビ埼玉)는 1979년 4월 1일 일본 사이타마현의 독립 UHF방송국으로 개국했다.
약칭은 TVS 또는 테레타마(テレ玉), 콜사인은 JOUS-DTV이다.

## 연혁
- 1969년 10월 17일 사이타마 현역 UHF TV 방송 채널 할당.
- 1978년 3월 17일 예비 면허 취득.
- 1979년 4월 1일 개국.
- 2005년 11월 25일 총무성 간토 종합 통신국에서 지상 디지털 방송국 면허 교부.
- 2005년 12월 1일 지상 디지털 방송 시작.동시에 데이터 방송을 개시.
- 2005년 12월 3일 독립 UHF 방송국에서 처음으로 하이비전 방송을 실시.
- 2006년 4월 1일 원세그방송 개시.동시에 애칭을 테레타마로 바꾼다.
- 2011년 7월 24일 디지털 텔레비전 전환. 지상파 아날로그 텔레비전 본방송 종료

## 특징

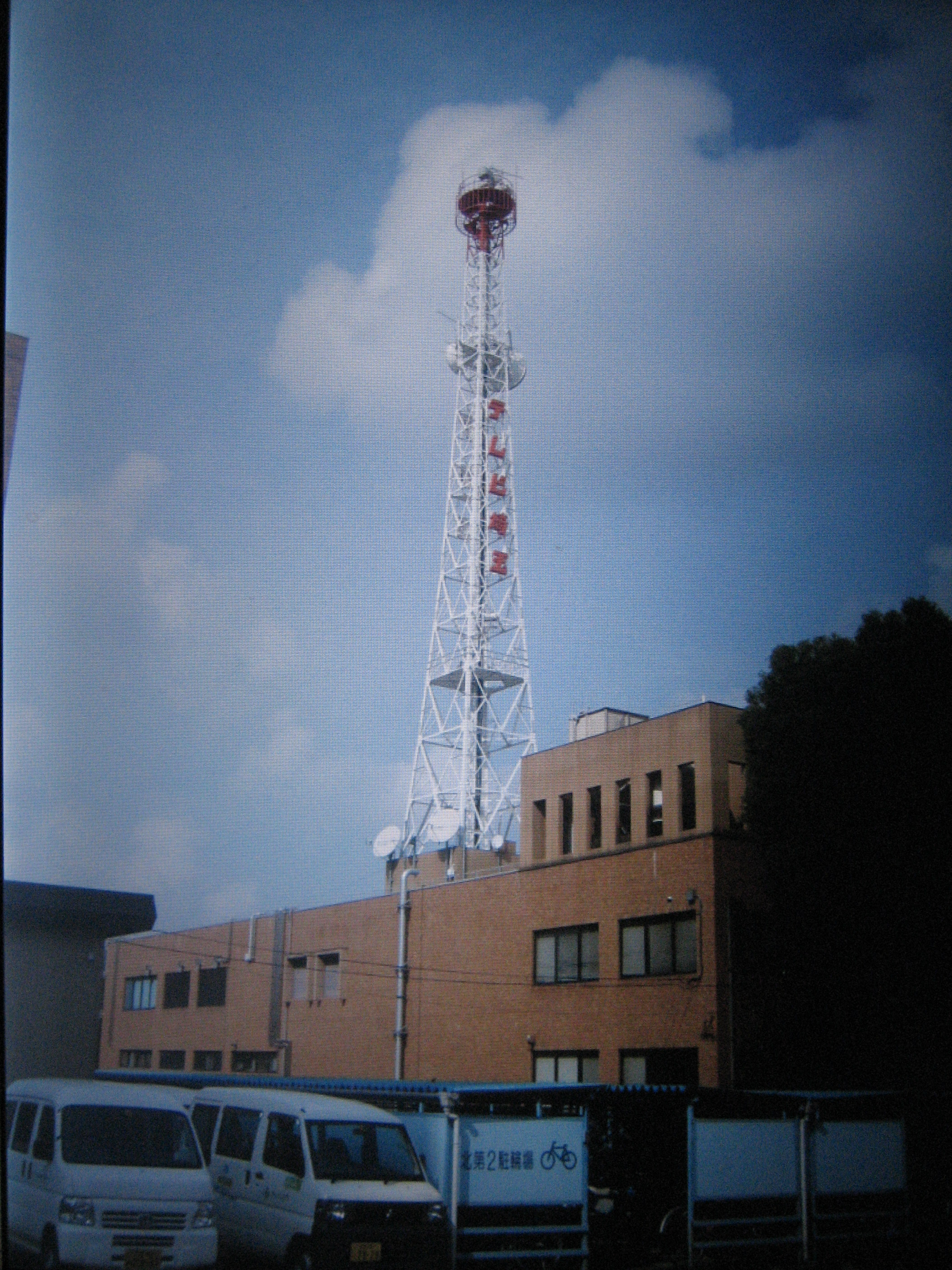
TV 사이타마

- 개국 이래 오랫동안 TV 사이타마(テレビ埼玉)의 약칭을 사용하였으나, 2006년부터 테레타마(テレ玉)를 현재와 같은 명칭으로 바뀌었다.
- 지방뉴스나 일기 예보, 사이타마현청이나 현내 각 시 관공서에 의한 홍보 프로그램, 현내의 비지니스 정보를 전하는 경제 프로그램, 경마,경륜,경정) 중계 등의 방송 컨텐츠도 많다. 또, 사이타마현 지사나 현의회의 선거를 할 때에는 특별 프로그램을 편성해 개표 속보를 내보내는 것 이외에 국정 선거때에도 사이타마현내의 각 선거구의 개표 속보를 방송하고 있다.
- 2007년 가을에 일어난 경찰관살해사건, 아동매춘사건등의 영향으로 당시 방송중이던 쓰르라미 울 적에와 방송개시 직전의 아이들의 시간이 방송중지 되었다. 방송중지에 대해 방송국측은 "심야시간이라고 해도 청소년의 존재를 무시 할 수 없다"라고 말하면서 방송 중지를 단행한 이유를 설명하고 있다.
- 1989년의 쇼와 천황 사망때는 자체방송을 자숙하고 모두 니혼TV의 방송을 연결했다.
- 인접한 도치기현에 있는 기업들의 광고를 자주 방송하고 있다.
- 해당 방송사의 오프닝 곡은 랄로 시프린의 Theme from Picnic / Moon Glow라는 노래를 주로 사용한다.

## 주요 프로그램 목록
애니메이션
- 러키☆스타 (らき☆すた)
- 페이트/스테이 나이트 (『Fate/ staynight』)

## 사이타마현에 있는 다른 텔레비전·라디오 방송국
- NHK 사이타마 방송국
- FM넥파이브(독립 라디오 방송국)